# Городнє (Алчевський район)
Горо́днє — село (до 2009 року — селище) в Україні, у Алчевській міській громаді, Алчевського району Луганської області. Населення становить 8 осіб. До 2020 орган місцевого самоврядування — Бугаївська селищна рада.
Знаходиться на тимчасово окупованій території України.

## Історія
Засноване в 1928 році як селище відділу радгоспу «Огородник».
У 1952 році перейменоване на Городнє.
Рішенням Луганської обласної ради № 30/27 від 3 вересня 2009 року «Про віднесення селища Городнє Бугаївської селищної ради Перевальського району Луганської області до категорії сіл» селище Городнє віднесене до категорії сіл.
12 червня 2020 року, відповідно до Розпорядження Кабінету Міністрів України  № 717-р «Про визначення адміністративних центрів та затвердження територій територіальних громад Луганської області», увійшло до складу Алчевської міської громади.
17 липня 2020 року, в результаті адміністративно-територіальної реформи та ліквідації Перевальського району увійшло до складу Алчевського району.